# Подводные лодки типа I-46
Подводные лодки типа I-46 (яп. 伊四六型潜水艦), также известные как тип «C2» — серия японских дизель-электрических подводных лодок периода Второй мировой войны. Строились в рамках «Срочной Военной программы», утвержденной парламентом 30 декабря 1941 года. Являлись незначительно усовершенствованным вариантом подводных лодок типа I-16, из-за чего порой их объединяют с этим типом. Всего с 1942 по 1944 на верфи флота в Сасебо было построено три подводные лодки типа I-46; ещё три были заложены, но так и не достроены, а строительство ещё четырёх было отменено, не успев начаться. В конце 1944 года, две оставшиеся в строю лодки этого типа были переоборудованы в носители торпед «кайтэн». Две из лодок этого типа погибли в боях, в то время как третья пережила войну и была затоплена в 1946 году.

## Описание конструкции
Двухкорпусная, 9 отсеков, 4 группы цистерн главного балласта.
Дизеля — семицилиндровые двухтактные.
Танки вне прочного корпуса — запас топлива 220 тонн.

## Представители
| Заводской номер    | Дата закладки                 | Спуск на воду                 | Ввод в строй                  | Судьба                                                                                    |
| ------------------ | ----------------------------- | ----------------------------- | ----------------------------- | ----------------------------------------------------------------------------------------- |
| I-46 (заказ № 376) | ноябрь 1942                   | конец 1943                    | 29 февраля 1944               | потоплена эсминцами «Хельм» и «Гридли» у берегов Филиппин, 28 октября 1944                |
| I-47 (заказ № 377) | ноябрь 1942                   | конец 1943                    | 10 июля 1944                  | сдалась в августе 1945, затоплена 1 апреля 1946 у о. Гото (32°37’N 129°17’O)              |
| I-48 (заказ № 378) | февраль 1943                  | начало 1944                   | 5 сентября 1944               | потоплена эсминцами «Конклин», «Корбесье» и «Реби» близ Каролинских островов, 16 мая 1944 |
| I-49 — I-51        |                               | строительство отменено в 1943 | строительство отменено в 1943 | строительство отменено в 1943                                                             |
| № 710 — № 713      | строительство отменено в 1942 | строительство отменено в 1942 | строительство отменено в 1942 | строительство отменено в 1942                                                             |

## Боевое применение
I-46 была включена в состав 11-й эскадры флота (без приемных испытаний). 2 апреля 1944 года, выполняя маневрирование в подводном положении, столкнулась с Ro-23, после чего вынуждена была всплыть и вернуться на верфь для ремонта. 23 октября 1944 года восточнее пролива Сурегато атаковала конвой и повредила десантное судно LST 458 

I-47 & I-48 входили в Шестой флот (передовые экспедиционные силы), в нем в 15-й отдельный мобильный дивизион.
I-47 (капитан-лейтенант Орита) 20 ноября 1944 года совместно с I-36 у атолла Улити, атаковала четырьмя кайтен американские корабли. Всего было выпущено 5 кайтенов, и одной из них удалось уничтожить танкер Mississinewa (11 000 t). После этой операции под кайтен выделили и оставшуюся I-48. Входили в группу «Конго» (при этом I-48 погибла).
11 января 1945 года I-47 повредила транспорт Pontus H.Ross (7 00 t)
В апреле 1945 года оставшаяся ПЛ совместно с I-36 участвовала в операции по атаке американских сил вторжения к югу от о. Окинава. I-47 должна была участвовать в наиболее успешной операции с участием кайтен — «Тамон», но по техническим причинам была отозвана в базу.